# Bärenburger Schnurre
Bärenburger Schnurre ist ein deutscher Kinderfilm der DEFA von Ralf Kirsten aus dem Jahr 1957.

## Handlung
In der Kleinstadt Bärenburg wünschen sich die Kinder ein eigenes Schwimmbad mit Sprungturm – das Saale-Ufer würde sich zu einem Strandbad eignen, ist jedoch mit Bauschutt und anderem Unrat vermüllt. Der Bürgermeister wiegelt ab, plane das Rathaus doch selbst ein großes Schwimmbad zu errichten. Da Geld und Arbeiter für die Umsetzung fehlen, werden die Baupläne jedoch immer wieder verschoben.
Der zwölfjährige Hansel nimmt die Sache daher selbst in die Hand: Er organisiert mit Freunden eine Unterschriftenaktion, die freiwillige Helfer für die Aufräumarbeiten sammelt. Mit der stattlichen Liste will Hansel beim Bürgermeister vorsprechen, doch wirft der die Kinder mit dem Ausspruch „Ich werd’ euch helfen!“ hinaus. Der Satz schafft es zusammen mit einem Aufruf zum Wochenendeinsatz am Saaleufer in die Zeitung.
Bald finden sich zahlreiche Unterstützer für die Pläne der Kinder, darunter die Eltern und auch Stadtrat Müller. Obwohl der Bürgermeister mit einigen Intrigen den Bau des Schwimmbades verhindern will, kann er am Ende die Entrümpelung des Saalestrandes und die Grundsteinlegung für das neue Schwimmbad nicht verhindern.

## Produktion
Bärenburger Schnurre war der erste Film des Regisseurs Ralf Kirsten. Er entstand während seines Studiums an der FAMU in Prag und wurde als Kirstens Diplomarbeit anerkannt. Der Film erlebte am 10. Februar 1957 seine Premiere. Kinostart war am 15. Februar 1957.
Bärenburger Schnurre lief auch unter dem Alternativtitel Hans Eulenspiegel.

## Kritik
Das Sächsische Tageblatt kritisierte den Kinderfilm für seine „einfache Fabel, ausgestattet mit Lebensfreude und auch ein wenig Satire, die weniger dem kindlichen Zuschauer, da er sie kaum versteht, als vielmehr dem Erwachsenen Freude machen wird“, lobte jedoch, dass der Film „durch seinen Optimismus, seine heitere Beschwingtheit […] mitzureißen [vermag]“.
Ingelore König, Dieter Wiedemann und Lothar Wolf schrieben, dass „das gemähliche Abenteuer […] an der nicht durchgehaltenen Eulenspiegelfigur, an einer über weite Strecken unklaren Dramaturgie [kranke].“
Der film-dienst stellte fest: „Nach der Premiere wegen formaler Schwächen umstritten und kaum gezeigt, belegt der Film heute auch die politische Aufbruchsstimmung Mitte der fünfziger Jahre.“